# Alexandre Von
Alexandre Raimundo de Vasconcelos Wanghon, mais conhecido como Alexandre Von (Santarém, 26 de fevereiro de 1965) é um político e economista brasileiro, filiado ao Partido da Social Democracia Brasileira. Foi eleito como deputado estadual na Assembleia Legislativa do Pará em 2006 e reeleito 2010, renunciou o cargo após ser eleito Prefeito de Santarém em 2012, perdendo em 2016.
Seu sobrenome Wanghon, herdado de ancestrais confederados exilados da Guerra de Secessão, seria uma corruptela de Vaughan; essa grafia é inclusive usada por Rogério Vaughan, narrador dos canais ESPN e também santareno. O político é parente do ex-futebolista Jorge Wilson Wanghon Coelho, mais conhecido como "Belterra" em referência ao município vizinho de mesmo nome,  a receber imigração estadunidense também em investimentos de Henry Ford para a construção da Fordlândia.